# Corne (biologie)
Pour les articles homonymes, voir Corne.

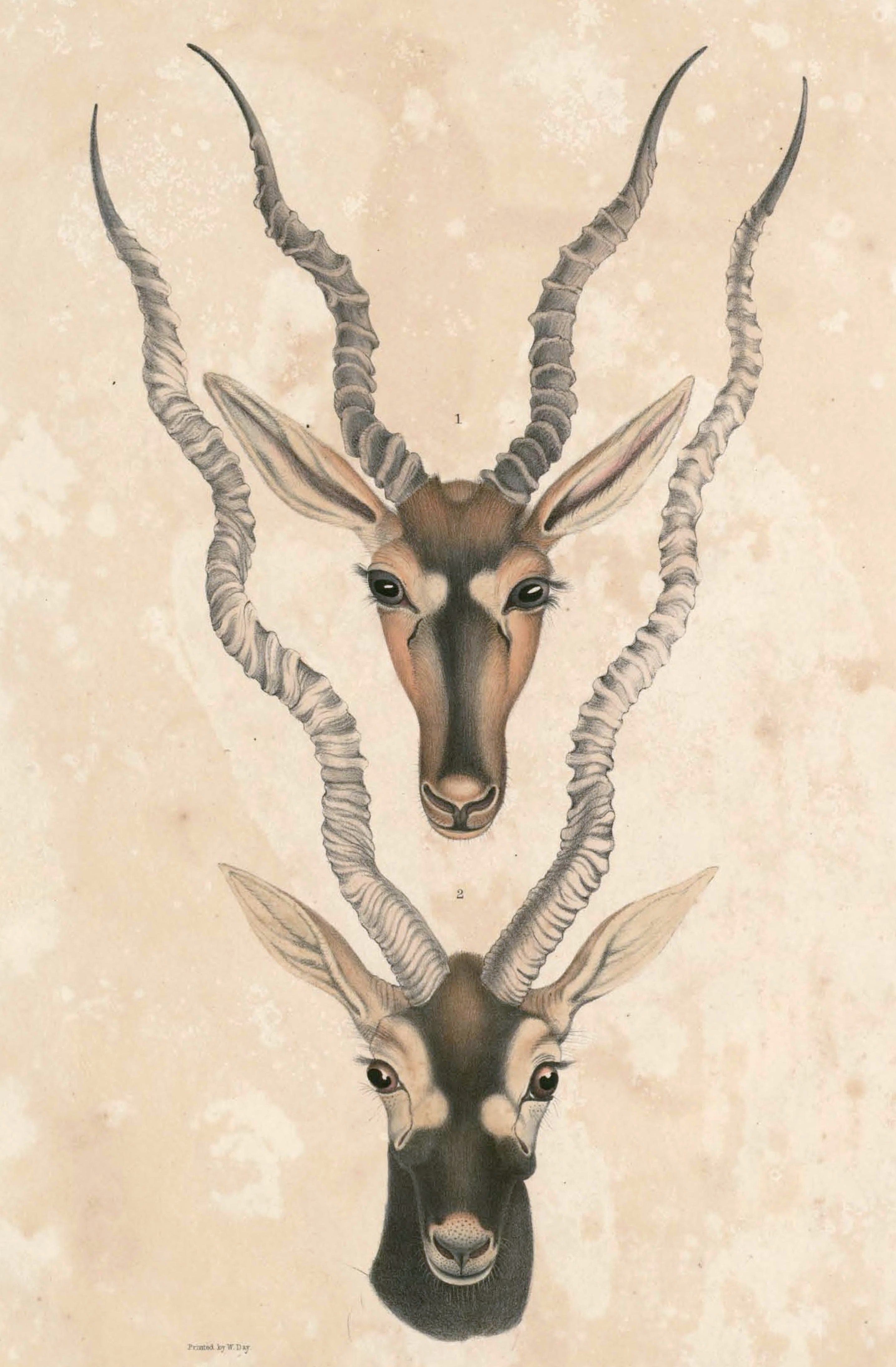
Planche d'antilope cervicapra bilineata, Indian zoology, Thomas Hardwicke (1832).

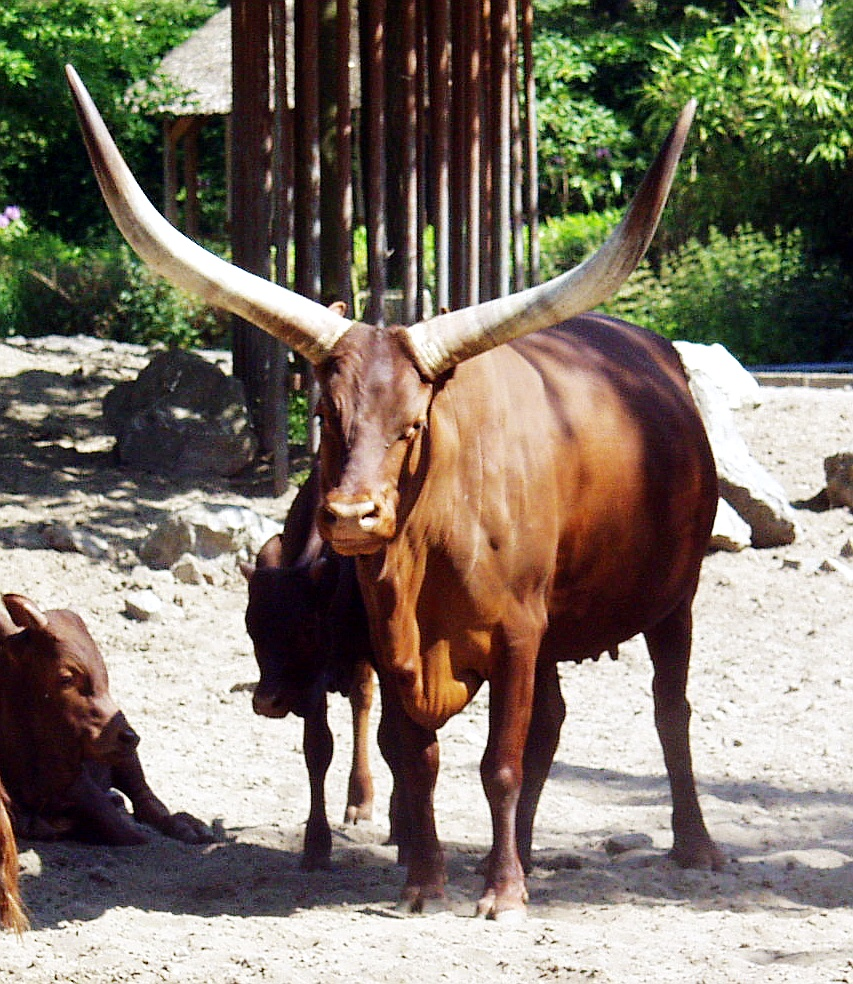
Watusi, espèce de bovidé de l'Afrique de l'Est aux très grandes cornes.

La corne animale est une extrémité protubérante chez certains animaux. Elle peut être formée de kératine seule (cas des rhinocérotidés) ou d'une base osseuse recouverte de kératine (cas des bovinés, caprinés). Les cornes ne doivent pas être confondues avec les bois de cervidés (organe osseux).
Les cornes servent à l'animal qui les possède à se défendre ou à assurer sa suprématie sur un harem ou sur un territoire.
D'un point de vue évolutif, il s'agit d'un caractère hypertélique apparu du fait de la préférence ou à la compétition sexuelle. Chez le mouflon de Dall, le rang social d'un mâle est fonction de la taille de ses cornes.[réf. souhaitée]

## Animaux à cornes
Les principaux animaux à cornes appartiennent au clade des Pecora :
- les bovidés (bovins, antilopes, caprins…) ;
- les antilocapridés.

Mais il existe des animaux à corne appartenant à d'autres classes, comme le rhinocéros. Certains animaux sont amenés à la disparition du fait de la chasse pour leurs cornes. Alors qu'il y a à peine moins d'une trentaine d'années il occupait encore tout le Sahara, l'oryx algazelle est aujourd'hui au bord de l'extinction. La corne des vaches est utilisée comme matière première, pour faire des ustensiles de cuisine, etc.

### Cornes des bovidés

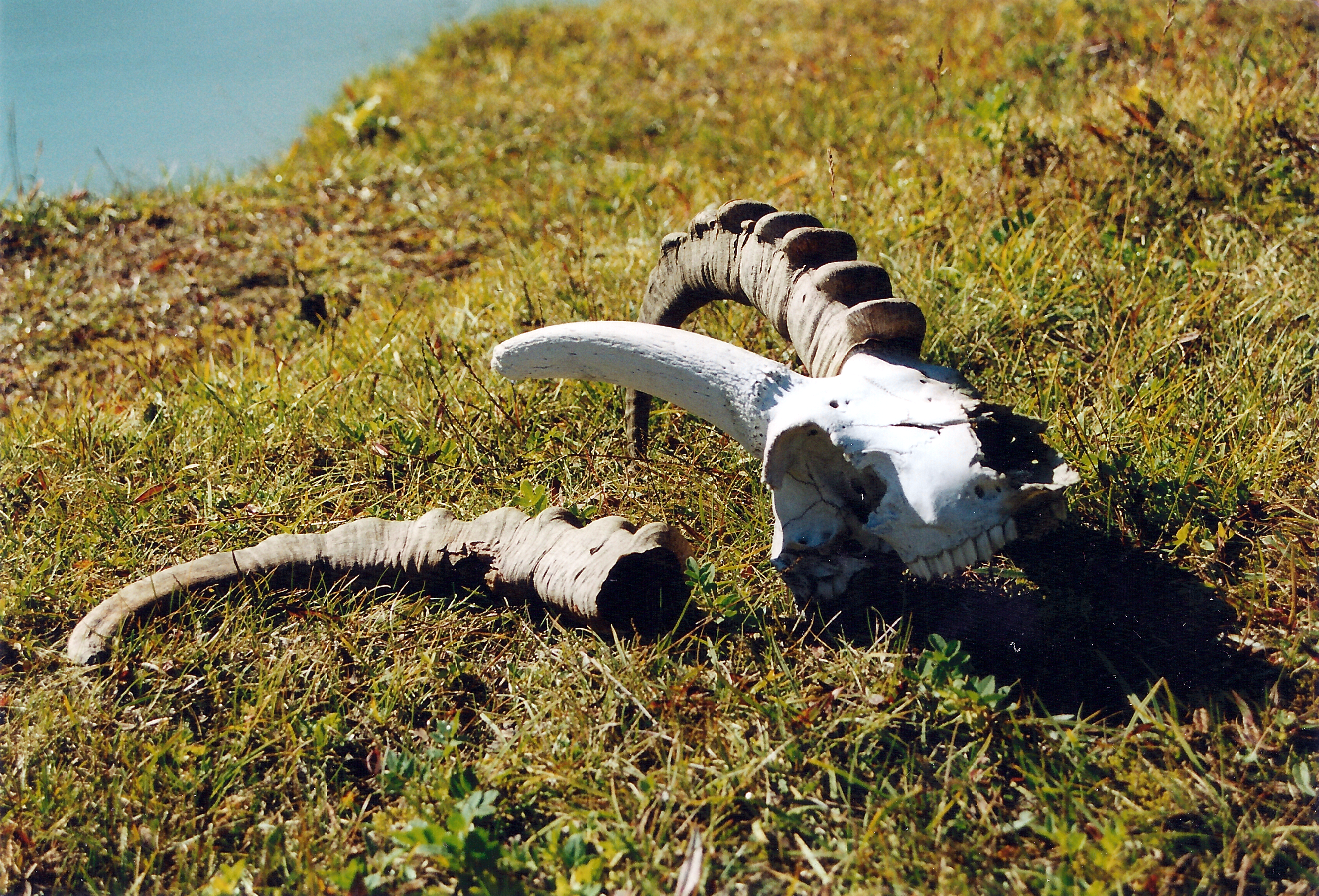
partie externe (corne, en kératine) et interne (os) de la corne sur le crâne d'un ibex de Sibérie

Les cornes sont de forme très variable, mais elles sont toujours paires, creuses et permanentes. Elles sont constituées d'une cheville osseuse (ou cornillon) recouverte d'un étui corné. Ces cornes peuvent exister chez les deux sexes ou seulement chez les mâles.

#### Anatomie

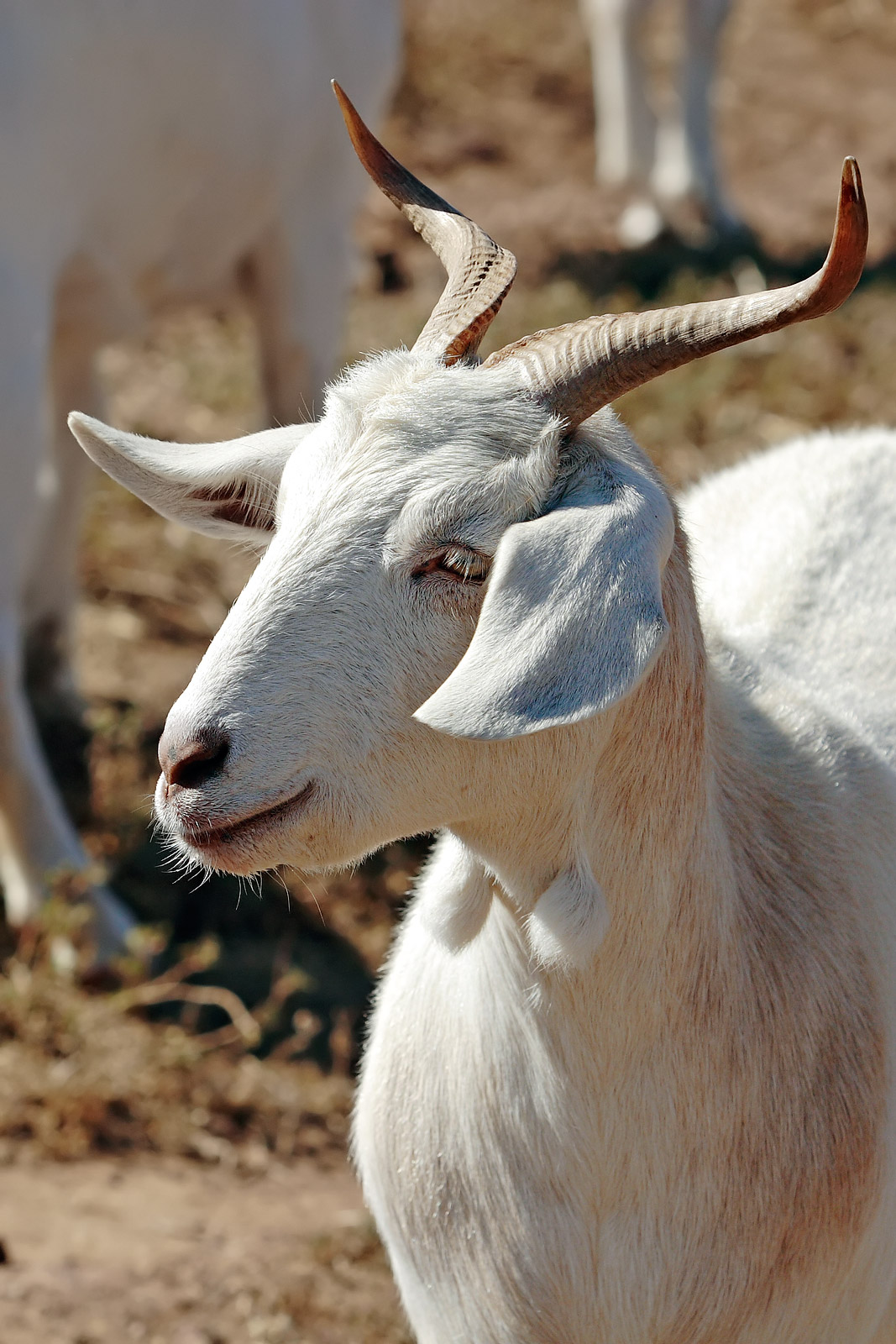
Une chèvre avec des cornes inhabituelles

Le creux du cornillon est couvert de la muqueuse du sinus frontal. Sur sa partie externe, on rencontre les tissus suivants : le périoste (directement en contact avec le cornillon), l'hypoderme (réduit à quelques fibres de tissu conjonctif, il adhère au périoste du cornillon), le derme (avec vaisseaux sanguins et lymphatiques, et nerfs), la couche germinative de l'épiderme, et une gaine en matière cornée.
La gaine cornée est issue d'une modification de la peau de l'animal : l'épiderme sécrète de petits cylindres cornés (au lieu de former des cellules kératinisées), agglomérés entre eux par un mastic corné qui remplit les interstices entre les cylindres. Le derme sus-jacent est marqué de villosités (ou replis) qui forment une base pour ces cylindres. 

La gaine est plus fine à sa base qu'à son extrémité pointue : contrairement au cornillon, sa pointe est épaisse et compacte ; elle l'est plus chez les vaches que chez les taureaux, et chez les femelles elle est aussi proportionnellement plus longue par rapport au cornillon. Si la corne est spiralée, la spirale est plus visible sur la gaine que sur le cornillon.
La partie inférieure de la gaine est marquée à l’extérieur d'anneaux à peu près réguliers, qui sont en partie liés au nombre de gestations chez la vache - peut-être dû au surplus de matière requis pour le veau et donc moins de matière disponible pour le reste du corps de la vache ; mais la formation de ces anneaux est peut-être aussi due aux saisons et à l'alimentation correspondante, car ils apparaissent aussi sur les cornes des taureaux ayant passé un certain âge.
Les animaux qui ont eu des problèmes de croissance tendent à avoir des cornes moins incurvées que ceux dont la santé n'a pas eu de défaillance. De même les cornes pointant vers le bas sont signes d'une vitalité moindre, et des cornes à l'odeur forte sont signe d'un dérangement dans le métabolisme.

#### Moyen de communication
Les vaches se touchent les cornes pour communiquer leurs intentions. Les cornes jouent également pour établir la hiérarchie sociale au sein du troupeau.

#### Écornage, ébourgeonnage
L'écornage est l'amputation de la corne, déjà formée, d'une vache adulte. L'ébourgeonnage consiste à cautériser les bourgeons de corne chez la génisse.
En Europe, en 2015, écornage et ébourgeonnage sont pratiqués dans « 81 % des élevages de vaches laitières, 47 % des élevages de races à viande et 68 % des élevages de races allaitantes », selon la revue Livestock science,.
L'écornage est une pratique d'élevage contestée. Les vaches écornées jeunes ont les yeux plus rapprochés que les vaches non écornées : leur champ de vision est donc vraisemblablement plus profond et moins large. Elles ont aussi plus de difficultés à se faire respecter, même lorsqu'il ne s'agit pas de se battre, mais simplement par leur port.

### Cornes desAntilocapra

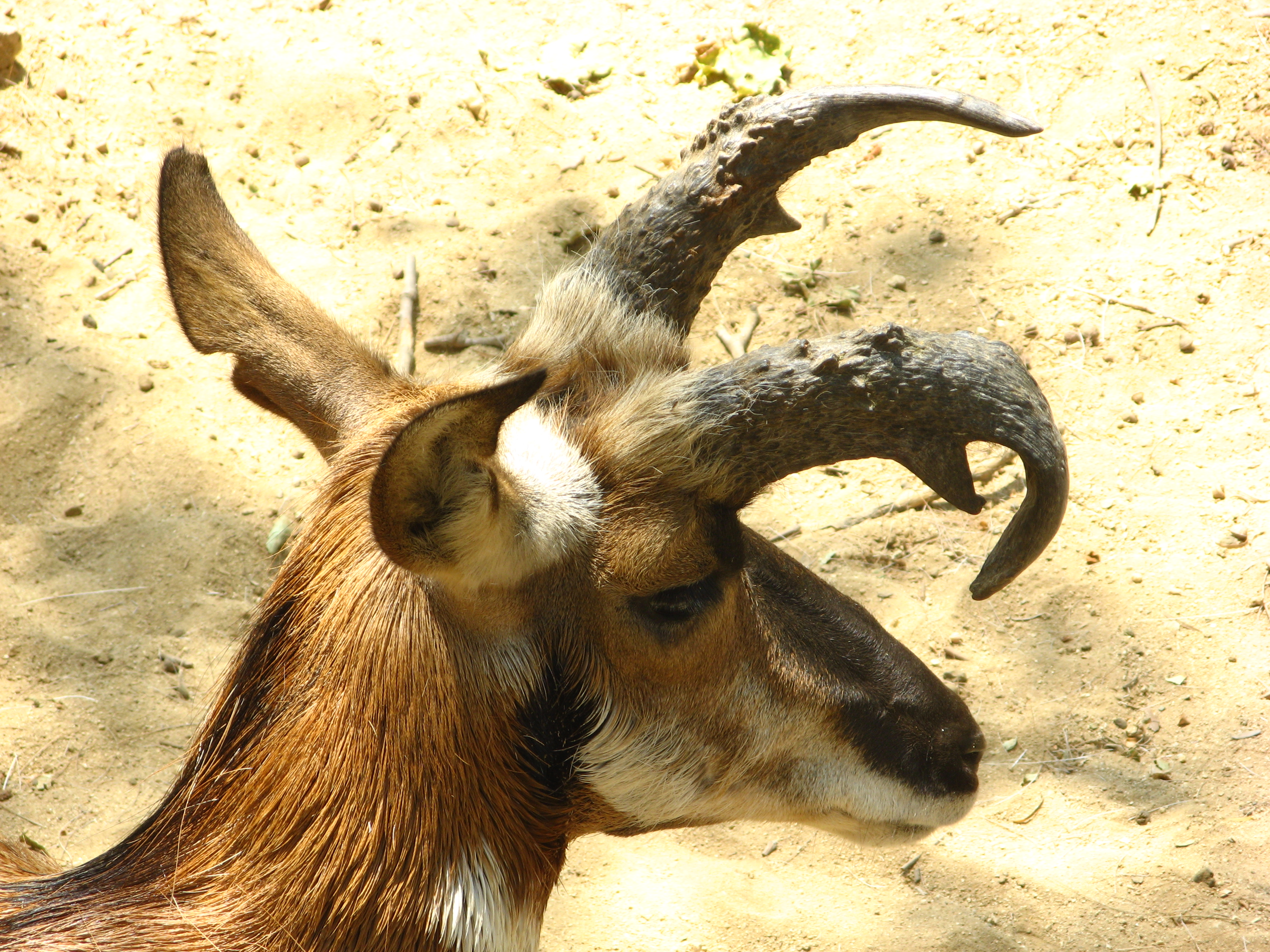
Cornes de lAntilocapra americana, seule représentante de la famille des Antilocapridés

Leurs cornes diffèrent de celles des bovidés par plusieurs particularités :
- elles présentent une fourche ;
- elles sont caduques et tombent en automne lorsque les nouvelles cornes se mettent en place[9].

### Cornes de rhinocéros

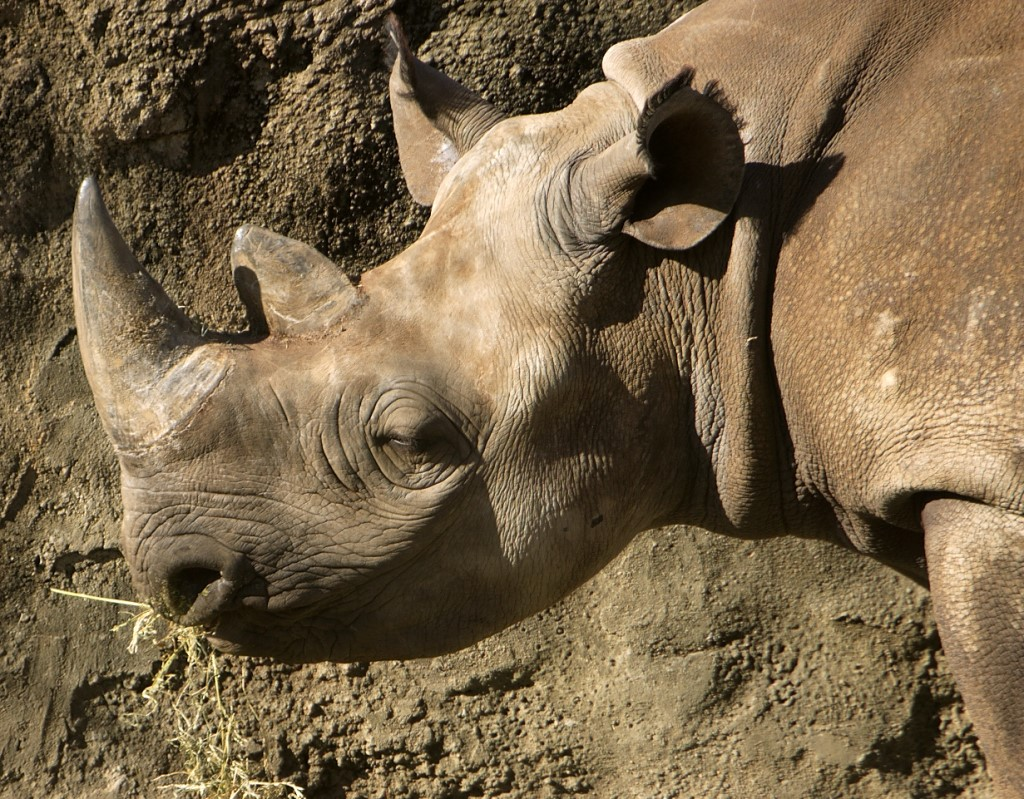
Un rhinocéros noir d'Afrique, leurs cornes sont particulièrement recherchées par les contrebandiers.

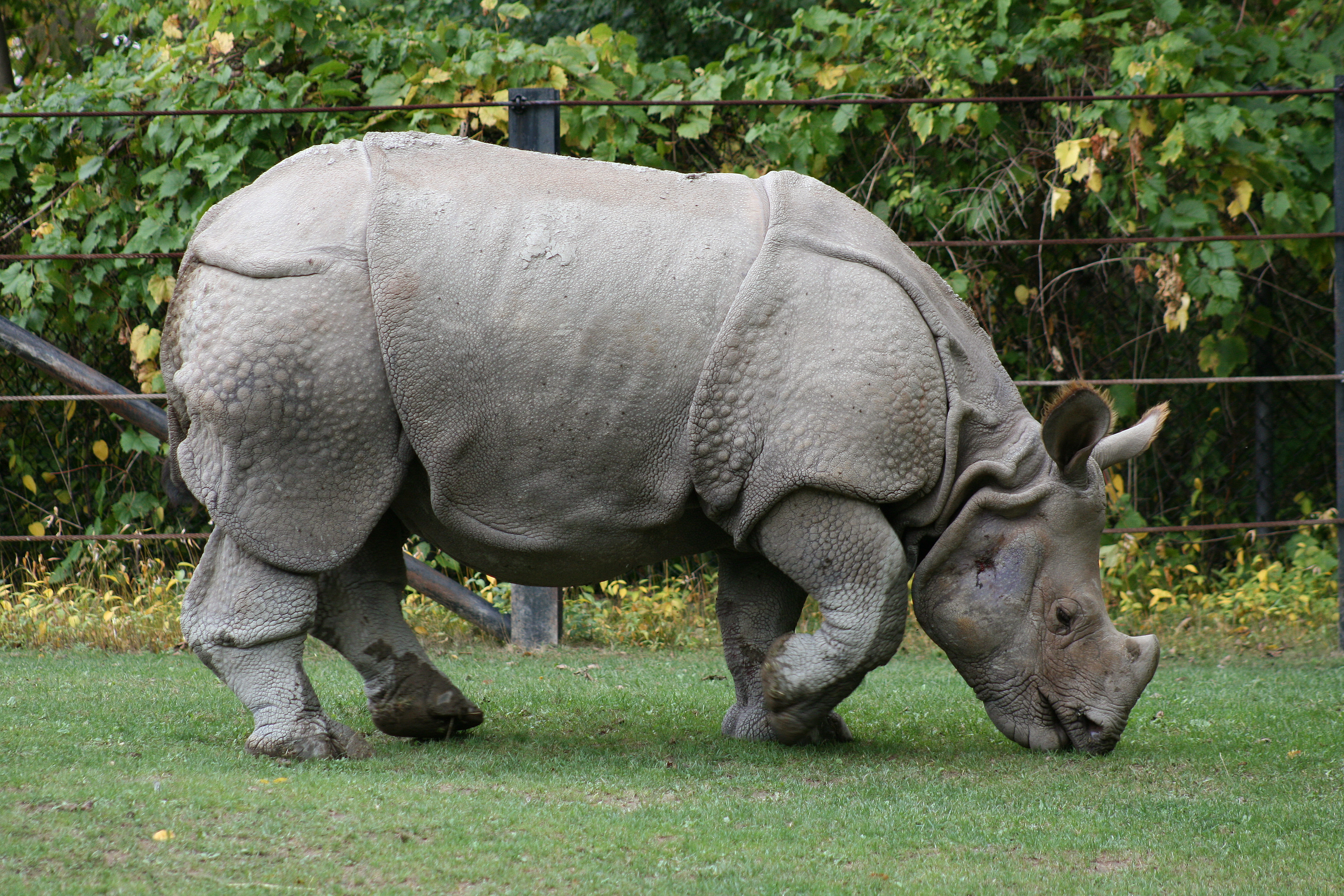
Un rhinocéros indien, à une seule corne.

Chez les rhinocéros, la corne nasale n'est pas une structure homologue aux cornes des autres mammifères. Ces cornes existent chez les deux sexes. Elles sont constituées de l'agglomération de longues fibres de kératine dans une gangue de kératine amorphe.
- Le rhinocéros de Sumatra, le rhinocéros blanc et le rhinocéros noir ont deux cornes (une nasale, une frontale) de même que le rhinocéros laineux, qui possédait des cornes particulièrement longues.
- Le rhinocéros de l'Inde et le rhinocéros de la Sonde sont unicornes.

#### Braconnage pour les cornes

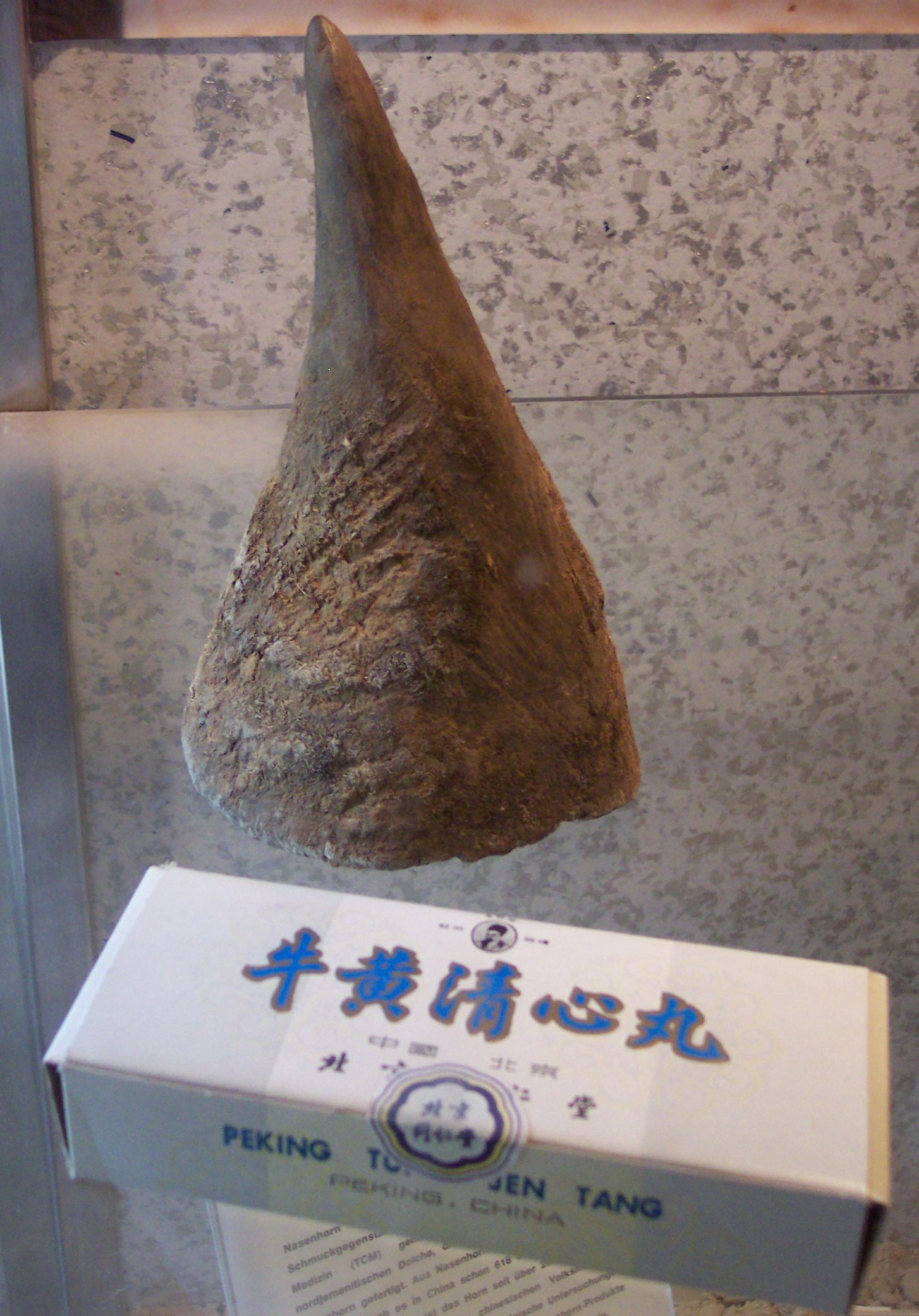
Corne de rhinocéros. Broyée, certains lui attribuent faussement des vertus aphrodisiaques. La boîte contient du bézoard prélevé dans l'estomac des animaux ruminants.

Les rhinocéros font partie des animaux les plus braconnés pour leurs cornes, et constituent le groupe le plus menacé par ce braconnage : en 2011, le Rhinocéros noir d’Afrique de l’Ouest a été déclaré espèce éteinte par l'IUCN, et la plupart des autres espèces sont en danger critique.
En Europe (notamment en France), la corne de rhinocéros fut utilisée pendant la période coloniale pour la fabrication de cannes, et les trophées de rhinocéros étaient prisés aux XIXe et XXe siècles. En Extrême-Orient, la corne de rhinocéros est recherchée par les sculpteurs pour façonner toute sorte d'objets d'art comme les coupes libatoires : les premières sculptures recensées sont situées à Nara au Japon qui abrite quelques coupes datant du VIIIe siècle. Dans la Péninsule Arabique et notamment au Yémen, on en fait traditionnellement le manche des poignards (« Janbiya ») des jeunes hommes riches (c'est même le symbole du sultanat d'Oman).
Mais la corne de rhinocéros est surtout commercialisée sous forme de poudre pour la médecine asiatique, notamment pour stimuler la libido. Le comportement sexuel des rhinocéros les a beaucoup desservis : en effet, contrairement à un grand nombre d'espèces, l'accouplement peut durer plus d'une demi-heure. C'est sans doute pourquoi certains attribuent, sans fondement, des effets thérapeutiques et aphrodisiaques à la corne de rhinocéros broyée, alors que celle-ci est constituée principalement de kératine et d'Ivoire, une substance banale retrouvée dans les ongles, les cheveux et les sabots.
En Chine, le kilogramme de poudre de corne de rhinocéros se vend autour de 50 000 USD. En 2007, le prix au kilogramme d'une corne de rhinocéros vaut en France environ 1 500 € et jusqu'à 300 000 € si elle est ancienne et sculptée. En Afrique, le commerce illégal de corne de rhinocéros vers l'Asie est considéré comme plus rentable que celui de l'or, des diamants ou même de la drogue, ce qui inquiète profondément les biologistes. En 1970, il y avait 70 000 rhinocéros noirs en Afrique, 15 000 en 1981 et seulement 4 200 en 2011, principalement en Afrique du Sud, Namibie, Zimbabwe et Kenya. L'intégralité des 300 rhinocéros recensés en 2002 dans le parc Limpopo au Mozambique ont été exterminés en 2013, et la lutte contre les réseaux criminels est particulièrement difficile, surtout dans des pays où la corruption est parfois importante.
En mars 2017, dans le parc zoologique de Thoiry, un rhinocéros blanc, jeune mâle de 4 ans né aux Pays-Bas et arrivé dans le parc en mars 2015, est retrouvé abattu de trois balles dans la tête et délesté de ses cornes vraisemblablement sciées à la tronçonneuse ; seule la corne principale dont la valeur marchande est estimée à 30 000 à 40 000 € a toutefois été emportée par les braconniers. Il s'agit de la première attaque de ce genre entraînant la mort d'un rhinocéros dans un parc zoologique en Europe.
Parmi les idées avancées pour enrayer la lutte contre le braconnage, l'empoisonnement contrôlé des cornes est envisagé, sans risque pour l'animal. En exemple , une opération de marquage radioactif des cornes d'un rhinocéros pour limiter le braconnage a eu lieu le 25 juin 2024 à Mokopane, en Afrique du Sud. L'idée de légaliser le commerce de cornes récoltées sur des spécimens anesthésiés pour supprimer le braconnage illégal est également évoquée, mais encore très controversée.
- Dans les peintures de Salvador Dalí, les cornes de rhinocéros représentent la chasteté.[réf. nécessaire]

### Cornes de dinosaures
- De nombreux dinosaures possédaient des cornes osseuses, notamment les Cératopsiens, dont le tricératops est un célèbre représentant : il en possédait deux sur le front et une sur le museau.

## Autres «cornes»

### Les «cornes» chez les insectes

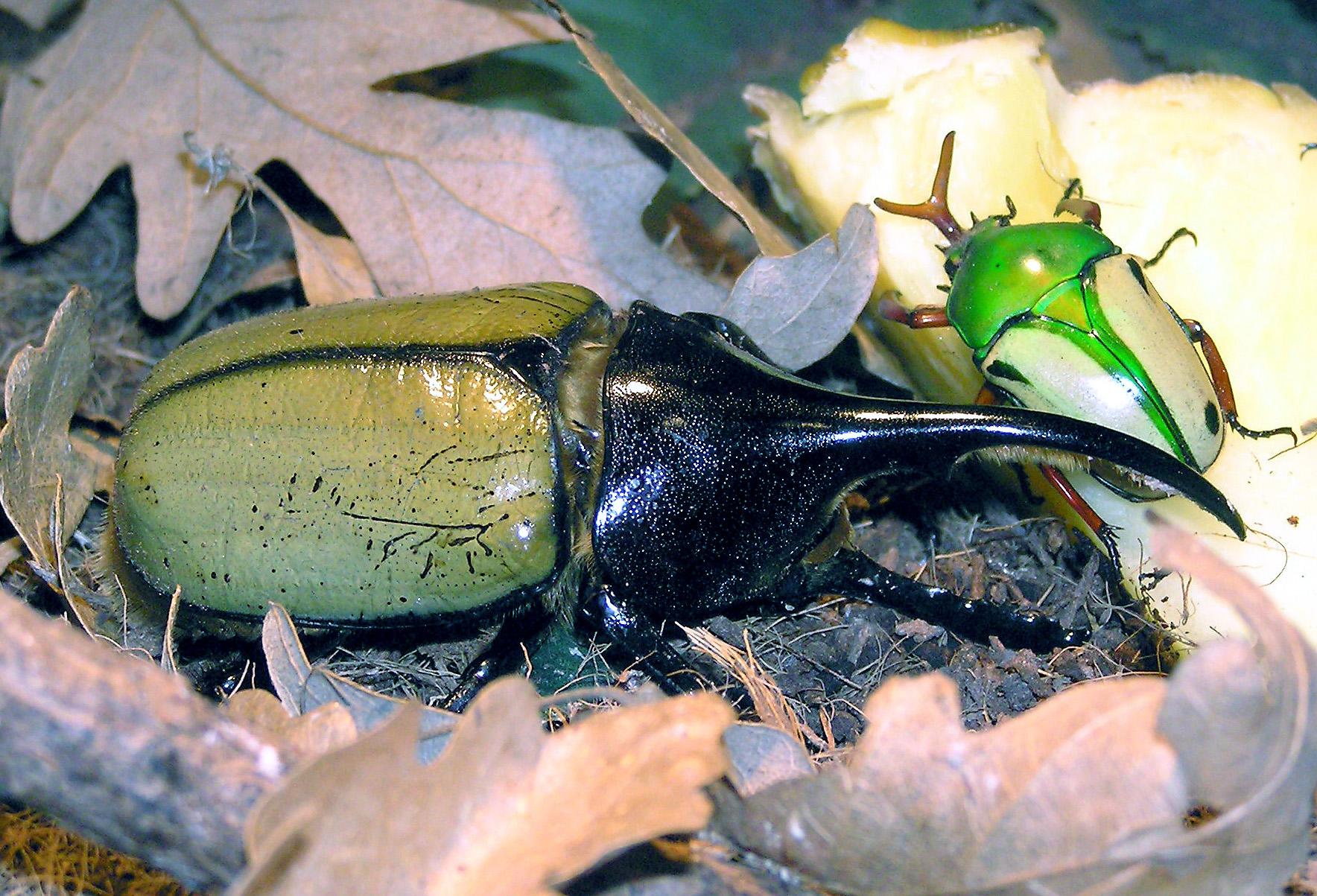
Cornes de dynastinés

Clavicornes, capricornes, lamellicornes ou longicornes sont d'anciens noms d'insectes. Cornes en l'occurrence désigne les antennes qui sont de différents types.
Les cornes des Dynastinae (scarabées-rhinocéros) sont des expansions sur la tête ou sur le corselet de l'exosquelette formé de chitine.
Certaines chenilles de papillons présentent des expansions appelées scolus ou cornes en français ordinaire, telle celle du sphinx tête de mort.

### La «corne» des girafes
La « corne » de l'okapi (girafe de forêt) et des girafes sont des ossicônes, des os recouverts de peau, et peuvent tomber lors de combats. Chez les okapis, seuls les mâles portent des ossicônes.

### Les «cornes» des escargots

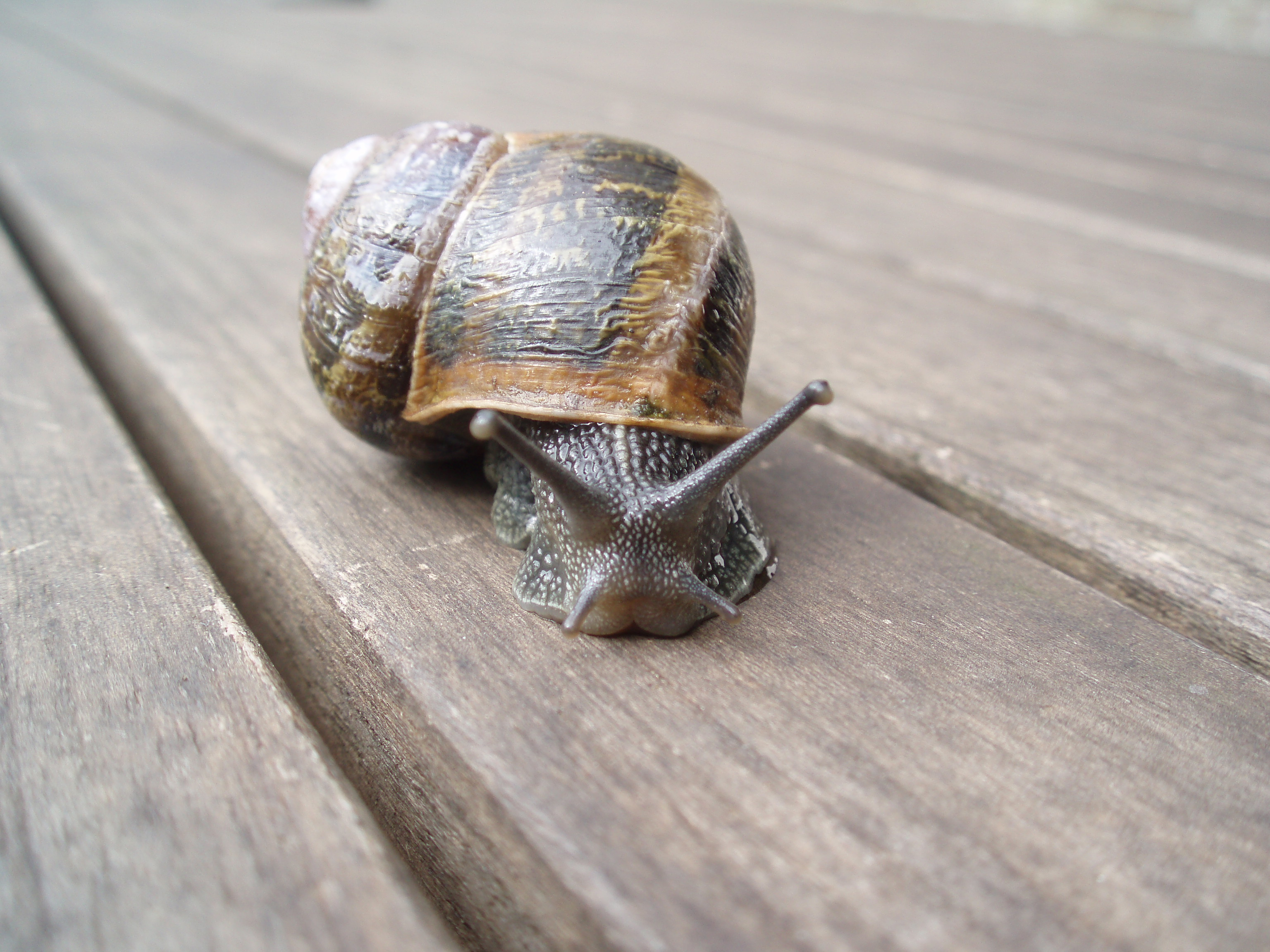
Vue de face d'un escargot

Les escargots possèdent deux paires de tentacules dont la plus longue correspond aux pédoncules sur lesquels se trouvent les yeux de l'animal.

### La «corne» du narval, de l'éléphant
La corne du narval n'est pas une corne, mais la canine gauche,, très allongée qui prend son origine dans le maxillaire (souvent décrite comme une incisive dans les livres de vulgarisation). Les défenses d'éléphants sont des incisives très allongées qui prennent naissance dans le prémaxillaire.

### Les cornes des raies
La plupart des raies ont des cornes céphaliques de cartilage, d'où les noms de diable de mer pour de multiples espèces. D'autres rajomorphii ont non pas une corne mais un rostre, comme le poisson-scie.

### Vipère à «corne»
La vipère à cornes est une espèce de serpent possédant deux écailles en forme de cornes placées aux dessus des yeux.

## Usages des cornes

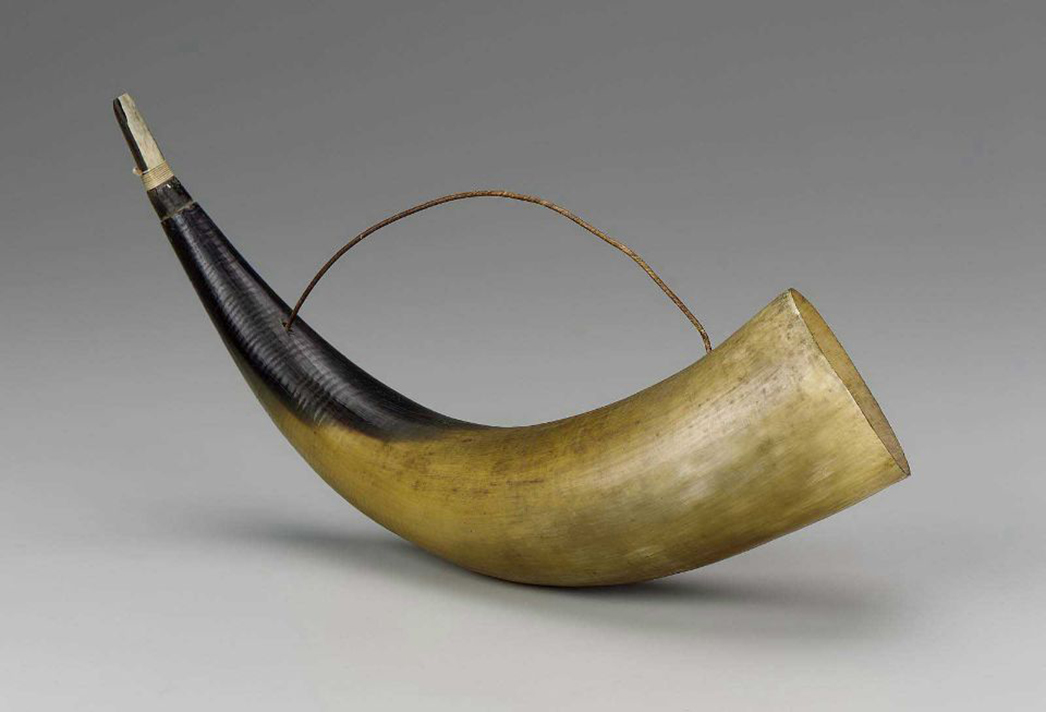
Erkencho, instrument de musique.

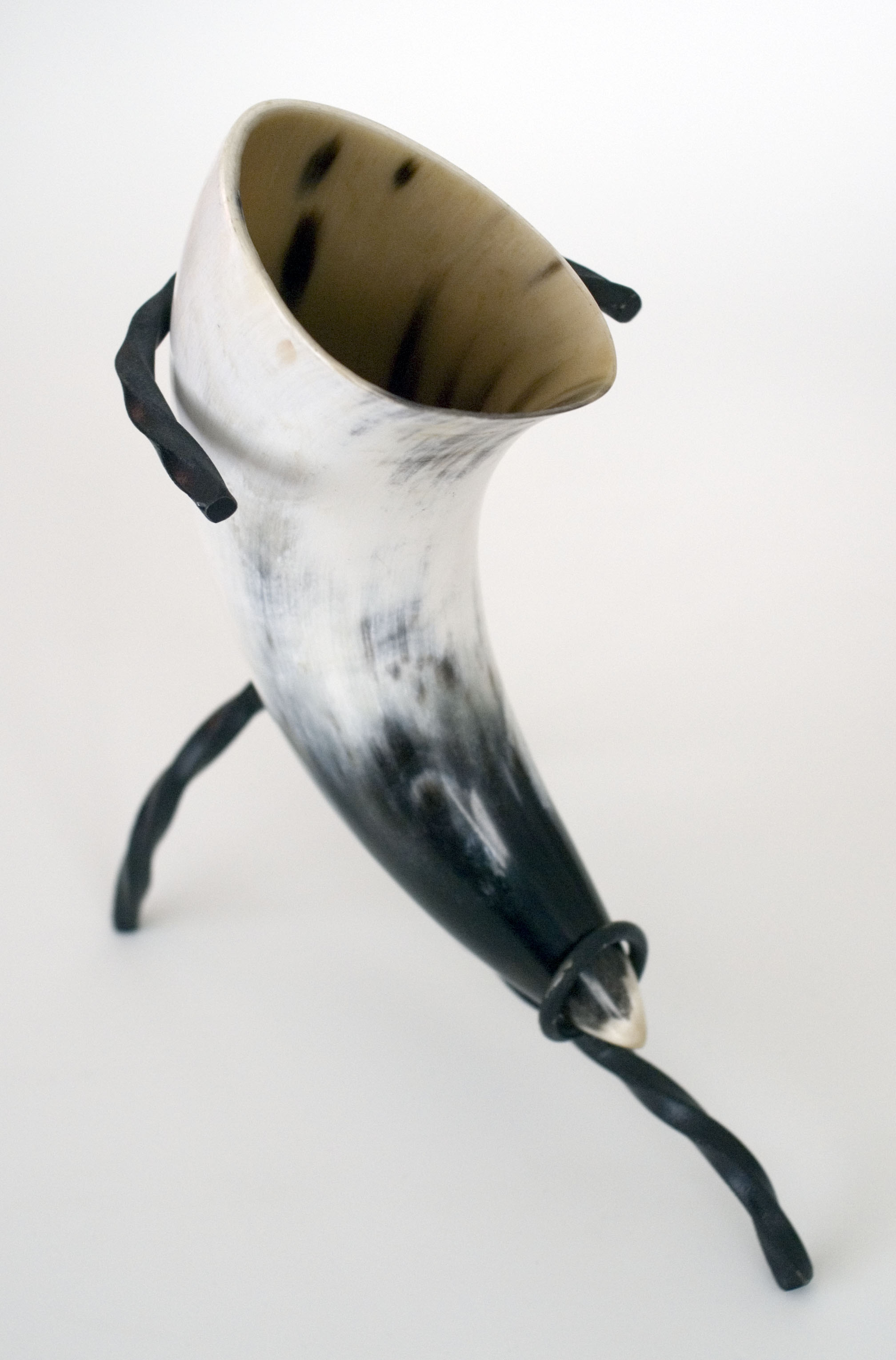
Corne à boire.

### Corne: matière première
La corne torréfiée constitue un engrais organique.

### Corne d'appel
Suivant leur utilisation, on les appelle aussi : corne de berger, corne de chasse, corne de guerre… À la différence des instruments de musique ces cornes ne produisent qu'un son souvent de forte intensité.

### Instruments de musique
On se sert aussi des cornes pour la fabrication d'instruments de musique, notamment pour la fabrication de cornes instrumentales : cors, trompes, olifants.

### Contenant
La corne à boire est aussi l'ancêtre du verre.

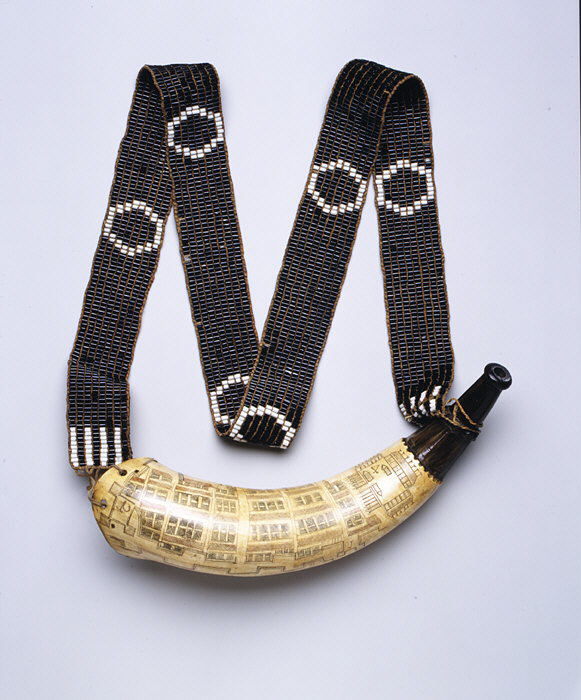
Corne à poudre avec bandouillère de wampum. Il s'agit de corne de vache. Etats-Unis, 1779-1780.

La corne à poudre était un récipient contenant la poudre noire pour recharger une arquebuse.